# Болярсько
Боля́рсько (болг. Болярско) — село в Ямбольській області Болгарії. Входить до складу общини Тунджа.

## Населення
За даними перепису населення 2011 року у селі проживали 317 осіб, з них 307 осіб (99,0%) — болгари.
Розподіл населення за віком у 2011 році:
Динаміка населення: